# Inguski Obwód Autonomiczny
Inguski Obwód Autonomiczny, Inguski OA (ros. Ингушская автономная область, ing. ГӀалгӀай автономе область) – obwód autonomiczny w Związku Radzieckim, istniejący w latach 1924−1934, wchodzący w skład Rosyjskiej Federacyjnej Socjalistycznej Republiki Radzieckiej.
Inguski OA został utworzony 7 lipca 1924 r., wraz z likwidacją Górskiej ASRR, z części jej obszaru. Tworzenie autonomicznych jednostek terytorialnych dla mniejszości narodowych było częścią polityki tzw. korienizacji, tj. przyznawania autonomii mniejszościom narodowym zamieszkującym obszary dawnego Imperium, poprzednio dyskryminowanym i rusyfikowanym przez carat. Obwód istniał do 15 stycznia 1934 r., kiedy to został połączony z Czeczeńskim OA w Czeczeńsko-Inguski Obwód Autonomiczny, który z kolei w 1936 r. został przekształcony w Czeczeńsko-Inguską Autonomiczną Socjalistyczną Republikę Radziecką
 Informacje nt. położenia, gospodarki, historii, ludności itd. Inguskiego Obwodu Autonomicznego znajdują się w: artykule poświęconym Republice Inguszetii, jak obecnie nazywa się rosyjska jednostka polityczno-administracyjna, będąca prawną kontynuacją Obwodu.